# Ascoli Calcio 1898 2012-2013
Questa voce raccoglie le informazioni riguardanti l'Ascoli Calcio 1898 nelle competizioni ufficiali della stagione 2012-2013.

## Divise e sponsor
Lo sponsor tecnico per la stagione 2012-2013 è Max Sport, mentre lo sponsor ufficiale è Carisap. La prima maglia è a righe verticali bianche e nere.
| Casa | Trasferta | Terza |

## Stagione
L'Ascoli partecipa al campionato di Serie B 2012-2013, il diciottesimo della sua storia.
Il debutto stagionale avviene in Coppa Italia: davanti al proprio pubblico, l'Ascoli batte 2-1 il Portogruaro dopo i tempi supplementari per poi essere eliminato dal Chievo, perdendo 4-0.

## Organigramma societario
Area direttiva
- Presidente: Roberto Benigni

Area organizzativa
- Segretario generale: Marco Maria Marcolini
- Segretario sportivo: Mirko Evangelista

Area comunicazione
- Area marketing e commerciale: GSPORT - A. Talamonti

Area tecnica
- Direttore sportivo: Giovanni Paolo De Matteis
- Allenatore: Massimo Silva poi Rosario Pergolizzi, poi Massimo Silva
- Allenatore in seconda: Antonio Aloisi
- Preparatore atletico: Mauro Iachini
- Preparatore dei portieri: Stefano Leoni

Area sanitaria
- Responsabile sanitario: Serafino Salvi
- Medico sociale: Pasquale Allevi
- Fisioterapista: Emiliano Di Luigi
- Terapista della riabilitazione: Giustino Zu

## Rosa
| N. |                       | Ruolo | Calciatore                   |
| -- | --------------------- | ----- | ---------------------------- |
| 1  | Italia (bandiera)     | P     | Enrico Guarna                |
| 1  | Italia (bandiera)     | P     | Lys Gomis                    |
| 2  | Italia (bandiera)     | C     | Manuel Scalise               |
| 3  | Italia (bandiera)     | D     | Stefano Scognamillo          |
| 4  | Italia (bandiera)     | C     | Marco Ezio Fossati           |
| 5  | Italia (bandiera)     | D     | Giuseppe Prestia             |
| 6  | Portogallo (bandiera) | D     | Vasco Faísca                 |
| 7  | Italia (bandiera)     | C     | Giuseppe Russo               |
| 8  | Italia (bandiera)     | C     | Daniele Di Donato (capitano) |
| 9  | Italia (bandiera)     | A     | Andrea Soncin                |
| 10 | Italia (bandiera)     | A     | Simone Zaza                  |
| 11 | Italia (bandiera)     | A     | Yonese Hanine                |
| 11 | Italia (bandiera)     | A     | Adriano Montalto             |
| 12 | Italia (bandiera)     | P     | Vincenzo Melillo             |
| 12 | Italia (bandiera)     | P     | Marcel De Bellis             |
| 13 | Italia (bandiera)     | D     | Luca Ricci                   |

| N. |                          | Ruolo | Calciatore          |
| -- | ------------------------ | ----- | ------------------- |
| 14 | Italia (bandiera)        | D     | Andrea Giallombardo |
| 14 | Italia (bandiera)        | D     | Matteo Legittimo    |
| 16 | Italia (bandiera)        | C     | Davide Colomba      |
| 18 | Italia (bandiera)        | A     | Vito Falconieri     |
| 18 | Italia (bandiera)        | C     | Massimo Loviso      |
| 19 | Italia (bandiera)        | A     | Daniele Gragnoli    |
| 20 | Italia (bandiera)        | D     | Fabio Conocchioli   |
| 21 | Italia (bandiera)        | D     | Lorenzo Pasqualini  |
| 22 | Italia (bandiera)        | P     | Roberto Maurantonio |
| 23 | Italia (bandiera)        | C     | Giorgio Capece      |
| 26 | Italia (bandiera)        | D     | Maurizio Peccarisi  |
| 27 | Nuova Zelanda (bandiera) | D     | Liam Graham         |
| 29 | Italia (bandiera)        | C     | Tommaso Morosini    |
| 30 | Ungheria (bandiera)      | A     | Róbert Feczesin     |
| 37 | Italia (bandiera)        | A     | Ilario Iotti        |

## Risultati

### Serie B

#### Girone di andata
| Arbitro: | Castrignanò (Brindisi) |

|                                |           |  |
| Neto Pereira 49’ Zecchin 90+3’ | Marcatori |  |

| Arbitro: | Merchiori (Ferrara) |

|            |           |                                       |
| Faísca 15’ | Marcatori | 65’ Claiton 86’ Ceppitelli 89’ Galano |

| Arbitro: | Ciampi (Roma) |

|             |           |          |
| Paghera 21’ | Marcatori | 48’ Zaza |

| Arbitro: | Baracani (Firenze) |

|                         |           |  |
| Feczesin 51’ Loviso 67’ | Marcatori |  |

| Arbitro: | Pasqua (Tivoli) |

|                                               |           |            |
| Caridi 8’ Tiribocchi 17’ Fabiano 45+1’ (rig.) | Marcatori | 74’ Soncin |

| Arbitro: | Palazzino (Ciampino) |

|            |           |  |
| Soncin 54’ | Marcatori |  |

| Arbitro: | Roca (Foggia) |

|            |           |  |
| Boakye 32’ | Marcatori |  |

| Arbitro: | Fabbri (Ravenna) |

|                      |           |  |
| Soncin 3’ Loviso 73’ | Marcatori |  |

| Arbitro: | Di Paolo (Avezzano) |

|  |           |                                 |
|  | Marcatori | 35’ Zaza 39’ Feczesin 83’ Russo |

| Arbitro: | La Penna (Roma) |

|               |           |                                                              |
| Zaza 82’, 87’ | Marcatori | 24’ Caserta 70’ (rig.) Genevier 78’ Scognamiglio 90+3’ Bruno |

| Arbitro: | Baracani (Firenze) |

|                        |           |  |
| Sarno 28’ Ceravolo 80’ | Marcatori |  |

| Arbitro: | Irrati (Pistoia) |

|                      |           |  |
| Zaza 53’ Fossati 70’ | Marcatori |  |

| Arbitro: | Gavillucci (Latina) |

|                   |           |          |
| Sforzini 42’, 50’ | Marcatori | 61’ Zaza |

| Arbitro: | Tommasi (Bassano del Grappa) |

|              |           |                                                                      |
| Feczesin 71’ | Marcatori | 58’ Schiattarella 70’ Paulinho 83’ (rig.) Siligardi 87’ Dell'Agnello |

| Arbitro: | Pairetto (Nichelino) |

|            |           |          |
| Pagano 44’ | Marcatori | 18’ Zaza |

| Ascoli Piceno 24 novembre 2012, ore 15:00 CET 16ª giornata | Ascoli                 | 0 – 0 referto | Vicenza | Stadio Cino e Lillo Del Duca (2 656 spett.)\| Arbitro: \| Manganiello (Pinerolo) \| |
| Arbitro:                                                   | Manganiello (Pinerolo) |               |         |                                                                                     |

| Arbitro: | Abbattista (Molfetta) |

|                |           |            |
| Raimondi 90+2’ | Marcatori | 82’ Soncin |

| Arbitro: | Borriello (Mantova) |

|                                         |           |          |
| Hallfreðsson 1’ Gómez 8’ Albertazzi 49’ | Marcatori | 68’ Zaza |

| Arbitro: | Nasca (Bari) |

|                          |           |  |
| Fossati 56’ Feczesin 59’ | Marcatori |  |

| Arbitro: | Pasqua (Tivoli) |

|          |           |                            |
| Nolè 35’ | Marcatori | 55’ Zaza 60’ (aut.) Brosco |

| Arbitro: | Mariani (Aprilia) |

|                                                        |           |              |
| Soncin 22’ (rig.) Zaza 59’ T. Morosini 75’ Scalise 90’ | Marcatori | 44’ Schiavon |

#### Girone di ritorno
| Arbitro: | Velotto (Grosseto) |

|          |           |         |
| Zaza 25’ | Marcatori | 88’ Rea |

| Arbitro: | Roca (Foggia) |

|  |           |          |
|  | Marcatori | 15’ Zaza |

| Arbitro: | Abbattista (Molfetta) |

|          |           |             |
| Zaza 41’ | Marcatori | 39’ Piccolo |

| Arbitro: | Di Paolo (Avezzano) |

|                                         |           |                                   |
| Antenucci 55’ Sansovini 76’, 83’, 90+1’ | Marcatori | 14’ Zaza 31’ Feczesin 48’ Fossati |

| Ascoli Piceno 16 febbraio 2013, ore 15:00 CET 26ª giornata | Ascoli               | 0 – 0 referto | Pro Vercelli | Stadio Cino e Lillo Del Duca (2 443 spett.)\| Arbitro: \| Palazzino (Ciampino) \| |
| Arbitro:                                                   | Palazzino (Ciampino) |               |              |                                                                                   |

| Arbitro: | Castrignanò (Brindisi) |

|                  |           |              |
| L. Ceccarelli 3’ | Marcatori | 5’, 68’ Zaza |

| Arbitro: | Borriello (Mantova) |

|                            |           |                                                   |
| Fossati 6’ A. Montalto 84’ | Marcatori | 25’ Masucci 39’ Pavoletti 59’ Berardi 70’ Troiano |

| Arbitro: | Gavillucci (Latina) |

|             |           |  |
| Maiello 31’ | Marcatori |  |

| Arbitro: | Fabbri (Ravenna) |

|          |           |                    |
| Zaza 54’ | Marcatori | 21’, 39’ Maccarone |

| Arbitro: | Pasqua (Tivoli) |

|            |           |            |
| Murolo 89’ | Marcatori | 90+2’ Zaza |

| Arbitro: | Palazzino (Ciampino) |

|  |           |                          |
|  | Marcatori | 58’, 77’, 88’ Di Michele |

| Arbitro: | Ciampi (Roma) |

|              |           |  |
| Lepiller 24’ | Marcatori |  |

| Arbitro: | Pairetto (Nichelino) |

|                                          |           |                |
| Feczesin 30’ Russo 51’ Loviso 85’ (rig.) | Marcatori | 76’ Delvecchio |

| Arbitro: | Roca (Foggia) |

|                                       |           |  |
| Paulinho 1’ Emerson 21’ Bigazzi 90+3’ | Marcatori |  |

| Arbitro: | Mariani (Aprilia) |

|                 |           |                                            |
| Soncin 34’, 59’ | Marcatori | 18’ Dalla Bona 61’ Mazzarani 73’ Ardemagni |

| Arbitro: | Di Bello (Brindisi) |

|               |           |  |
| Giacomelli 1’ | Marcatori |  |

| Arbitro: | Di Paolo (Avezzano) |

|  |           |                |
|  | Marcatori | 33’ Zé Eduardo |

| Arbitro: | Candussio (Cervignano del Friuli) |

|  |           |                                                         |
|  | Marcatori | 7’ (rig.), 40’ Cacia 14’, 19’ (rig.) Gómez 31’ Martinho |

| Arbitro: | Cervellera (Taranto) |

|                                 |           |                                        |
| Caracciolo 19’, 58’ (rig.), 82’ | Marcatori | 25’ (aut.) De Maio 68’ (rig.) Feczesin |

| Arbitro: | Pinzani (Empoli) |

|          |           |                   |
| Ricci 1’ | Marcatori | 62’ (rig.) Vitale |

| Arbitro: | Irrati (Pistoia) |

|               |           |  |
| Baselli 90+6’ | Marcatori |  |

### Coppa Italia
| Arbitro: | Abbattista (Molfetta) |

|                                |           |             |
| Scalise 79’ Soncin 102’ (rig.) | Marcatori | 63’ Corazza |

| Arbitro: | Gervasoni (Mantova) |

|                                               |           |  |
| Théréau 5’, 27’ Pellissier 10’ Di Michele 52’ | Marcatori |  |